# 巴賓齊
巴賓齊（烏克蘭語：Бабинці），是烏克蘭中北部基輔州布恰区布恰市镇内的市级镇，處於茲德尼日河右岸，始建於1544年，面積4.4平方公里，2020年人口数量为2,798人。